# 神谷裕
神谷 裕（かみや ひろし、1968年8月10日 - ）は、日本の政治家。立憲民主党所属の衆議院議員（3期）。

## 来歴
東京都豊島区出身。千葉県立千葉西高等学校、帝京大学文学部国際文化学科卒業。職歴は、参議院議員の徳永エリの公設第一秘書、衆議院議員の小平忠正の公設第一秘書、日本かつお・まぐろ漁業協同組合の従業員など。
2014年12月の第47回衆議院議員総選挙に北海道10区から民主党公認で出馬するも落選。
2017年9月30日、希望の党が安全保障関連法に反対する民進党出身者を公認しない方針を示していることを踏まえ、希望の党への公認申請を見送る方針を明らかにした。10月22日に行われた第48回衆議院議員総選挙に北海道10区から立憲民主党公認で出馬し、公明党の稲津久にわずか513票差で敗れるも比例復活により初当選した。
2020年9月15日に立憲民主党と国民民主党が合流して結党した新「立憲民主党」に参加した。
2021年10月31日、第49回衆議院議員総選挙執行。北海道10区は稲津が当選。立憲民主党は比例北海道ブロックで3議席を獲得。3番目の惜敗率（85.41％）だった神谷は比例復活により再選を果たした。
2024年9月23日に実施された代表選挙では枝野幸男の推薦人に名を連ねた。
2024年10月27日に第50回衆議院議員総選挙で稲津を破り、初めて選挙区で勝利した。稲津は比例に重複立候補しなかったため、落選となった。

## 政策・主張

### 憲法問題
- 憲法改正について、2017年、2021年のアンケートで「どちらかといえば反対」と回答[13][14]。
- 憲法9条への自衛隊の明記について、2021年のアンケートで「反対」と回答[15]。
- 安全保障関連法の成立について、2017年のアンケートで「評価しない」と回答[13]。

### ジェンダー問題
- 選択的夫婦別姓制度の導入について、2017年、2021年のアンケートで「賛成」と回答[13][14]。
- 同性婚を可能とする法改正について、2021年のNHKのアンケートで「賛成」と回答[15]。
- 「LGBTなど性的少数者をめぐる理解増進法案を早期に成立させるべきか」との問題提起に対し、「賛成」と回答[14]。
- クオータ制の導入について、2021年のアンケートで「どちらかといえば賛成」と回答[15]。

### その他
- アベノミクスについて、2017年のアンケートで「評価しない」と回答[13]。
- 安倍内閣による森友学園問題・加計学園問題への対応について、2017年のアンケートで「評価しない」と回答[13]。
- 消費増税の先送りをどちらかと言えば評価しない[13]。
- 安倍内閣による北朝鮮問題への取り組みを評価しない[13]。
- 組織犯罪処罰法の改正（共謀罪法）を評価しない[13]。
- 幼稚園・保育所から大学まで教育を無償化すべきだ[13]。
- 経済競争力を多少犠牲にしても格差是正を優先すべきだ[13]。
- 治安を守るためにプライバシーや個人の権利が制約されることに反対[13]。
- 被選挙権を得られる年齢を引き下げるべきだ[13]。
- いますぐ原子力発電を廃止すべきだ[13]。
- 非核三原則を堅持すべきだ[13]。

## 人物
- 一次産業に精通しており、政治的には中立とされる北海道農民連盟からの支援を受けるなど、評価を得ている[16]。
- 好きなゲーム・漫画・アニメとして、魁!!男塾を挙げている[17]。

## 議員連盟
- 水産業・漁村振興議員連盟（事務局長）

## 支持団体
- JR総連から組織推薦候補として支援を受けている[18]。

## 選挙歴
| 当落 | 選挙                   | 執行日         | 年齢 | 選挙区       | 政党         | 得票数    | 得票率 | 定数 | 得票順位 /候補者数 | 政党内比例順位 /政党当選者数 |
| ---- | ---------------------- | -------------- | ---- | ------------ | ------------ | --------- | ------ | ---- | ------------------ | ---------------------------- |
| 落   | 第47回衆議院議員総選挙 | 2014年12月14日 | 46   | 北海道第10区 | 民主党       | 7万1219票 | 39.84% | 1    | 2/3                | 5/2                          |
| 比当 | 第48回衆議院議員総選挙 | 2017年10月22日 | 49   | 北海道第10区 | 旧立憲民主党 | 9万6282票 | 49.87% | 1    | 2/2                | 1/3                          |
| 比当 | 第49回衆議院議員総選挙 | 2021年10月31日 | 53   | 北海道第10区 | 立憲民主党   | 8万2718票 | 46.07% | 1    | 2/2                | 3/3                          |
| 当   | 第50回衆議院議員総選挙 | 2024年10月27日 | 56   | 北海道第10区 | 立憲民主党   | 7万8362票 | 50.77% | 1    | 1/2                | /                            |